# Большереченская культура
Большере́ченская культура — археологическая культура переходного периода и раннего железного века в России, на правобережье Верхнего Приобья. Выделена в отдельную культуру в 1956 году М. П. Грязновым. Датируется VIII (VI)—II (I) веками до н. э.

## История изучения
Источники: .
Название культура получила по памятникам в урочище Ближние Елбаны, расположенным у села Чаузово (до 1967 года село называлось «Большая речка») в Топчихинском районе Алтайского края. Памятник был открыт в 1896 году барнаульским краеведом Николаем Степановичем Гуляевым. Часть собранного им подъёмного материала относится к переходному периоду от бронзового века к раннему железному веку. 
В 1946—1949 годах М. П. Грязнов проводил масштабные раскопки этого памятника. Он разделил культуру на три этапа: большереченский (VII—VI века до н. э.), бийский (V—III века до н. э.) и берёзовский (II—I века до н. э.). Новосибирские учёные Т. Н. Троицкая и А. П. Бородовский делят её на два этапа: бийский (VI — начало IV века до н. э.) и берёзовский (конец IV — I век до н. э.). 
Барнаульские археологи  датируют большереченскую культуру VIII—VI веками до н. э, считая, что в более поздний срок она сменилась староалейской, которая обладает с ней наибольшей преемственностью, каменской и быстрянской культурами, которые различаются рядом признаков в погребальном обряде, керамике и происхождением. 
Большереченская культура входит в состав культур скифо-сибирской культурно-исторической общности, но имеет свои отличия: отсутствие городищ, своеобразную орнаментацию керамики, преобладание связей с саками и усунями. Известно более 80 памятников культуры.
- Опорные памятники:

поселения — Ближние Елбаны-1, Ордынское-2; Аллак-III, Обские Плесы I, Казенная Заимка, Усть-Чумышская Пристань, Кукушкин Елбан - I, Мыльниково.
могильники — Ордынское-1, Новый Шарап-1, Новый Шарап-2, Быстровка-1.

## Описание

### Жилища и хозяйство
Все поселения большереченской кульутуры приурочены к речной системе Оби и Приобскому лесному массиву. Абсолютное их большинство расположено на правом берегу Оби. Поселения располагались на мысах надпойменной террасы или на елбанах в самой пойме и не имели оборонительных сооружений (исключением являются три поселения на левобережье Оби, имевшие явные фортификационные признаки). 
Жилища —полуземлянки со срубными стенами и шатровой крышей с очагом посередине или у стены имели площадь от 12 до 60 м2. 
Хозяйство большереченцев было многоотрослевым, основу его составляло скотоводство с преобладанием крупного рогатого скота. Разводили также лошадей и мелкий рогатый скот. Для животных на зиму заготавливали сено, используя в качестве серпа нижние челюсти лошади и коровы. В местах с неглубоким покровом снега лошади могли добывать корм тебенёвкой. Занимались также охотой и рыболовством. Основными объектами охоты выступали лось и благородный олень. В сравнении с ирменским временем значение охоты выросло. 
О земледелии могут свидетельствовать каменные и костяные мотыжки, зернотёрки. Но развитию земледелия препятствовал дефицит пригодных земель: пойма была залита заливными лугами, земли на террасах - лесом. 
Определённое значение имело рыболовство.
Было развито домашнее бронзолитейное производство. Из бронзы изготавливались все предметы труда, быта и украшения.

### Керамика, орудия труда и вооружения
Керамика: корчаги и горшки с яйцевидным туловом, полусферические чаши и горшки. Керамическая посуда орнаментирована по верху тулова и по дну жемчужинами, ямками, насечками, крестовым штампом, фестонами и др.; использовалась также деревянная и берестяная посуда. Изделия из кости: наконечнков стрел, пластины доспехов, псалии, веретёна, гребни; из бронзы: ножи, топоры-кельты, кинжалы, наконечники стрел и копий, чеканы, украшения (заколки для волос, прорезные бубенчики, серьги, подвески, бусы). Изделий из железа мало.

### Захоронения
Захоронения совершались грунтовых могильниках. Могилы перекрывались брёвнами. До середины VI века до н. э. в одном кургане хоронили по одному человеку, реже — по два, три. С середины VI по II век до н. э. количество могил в курганах увеличилось до 30 и более; их располагали по кругу вокруг центральной камеры. Во II—I веках до н. э. появились могилы с подбоями и могилы в виде узких ям. Погребённые лежат в скорченном положении на правом боку или на спине, головой на юго-запад. Сопроводительный погребальный инвентарь — бронзовое и железное оружие, украшения, керамика, мясная пища.